# نورث مارستون (باكينجهامشير)
نورث مارستون (بالإنجليزية: North Marston)‏ هي قرية وأبرشية مدنية تقع في المملكة المتحدة في إنجلترا. يقدر عدد سكانها بـ 781 نسمة .

## معرض صور

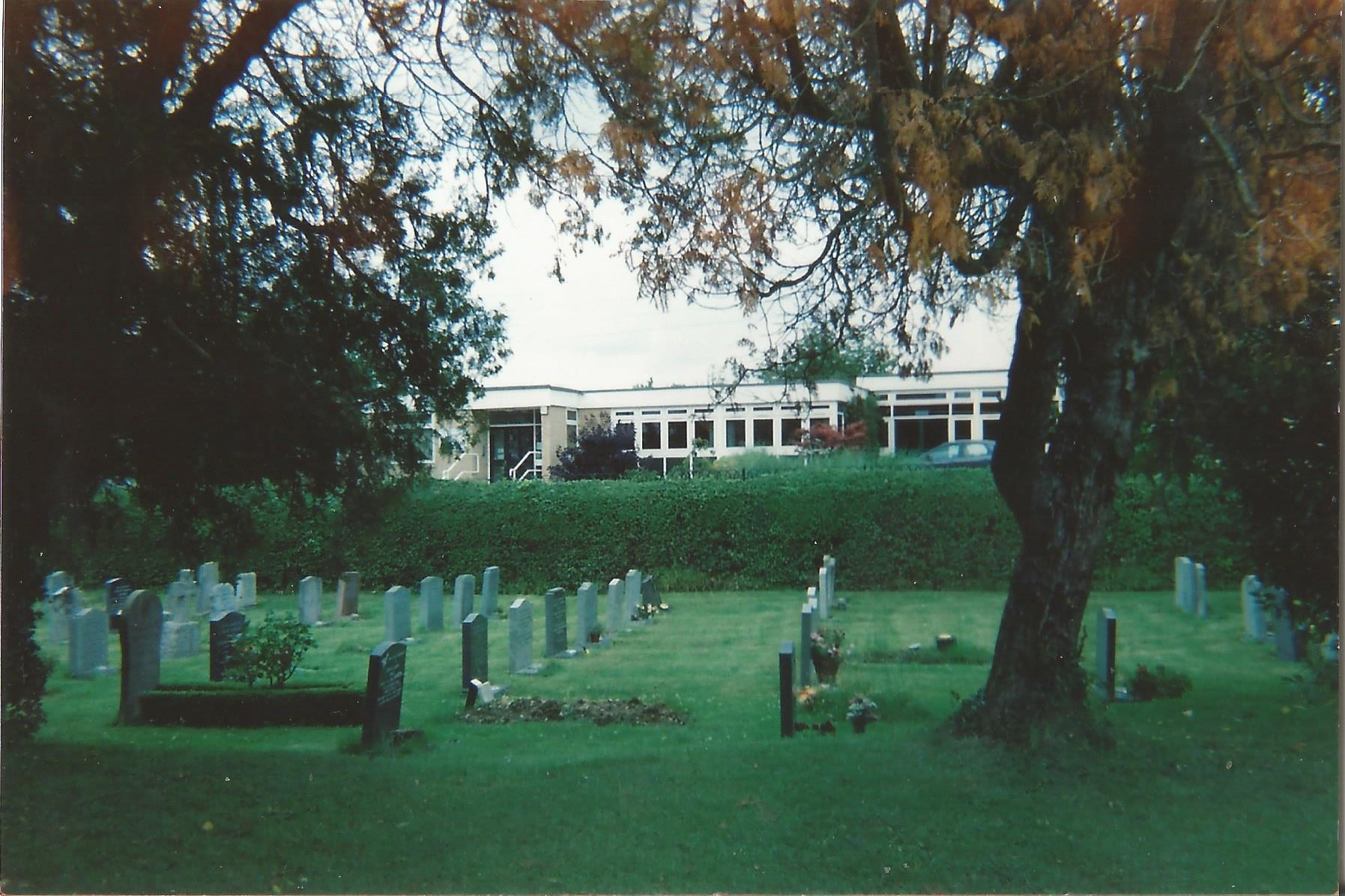
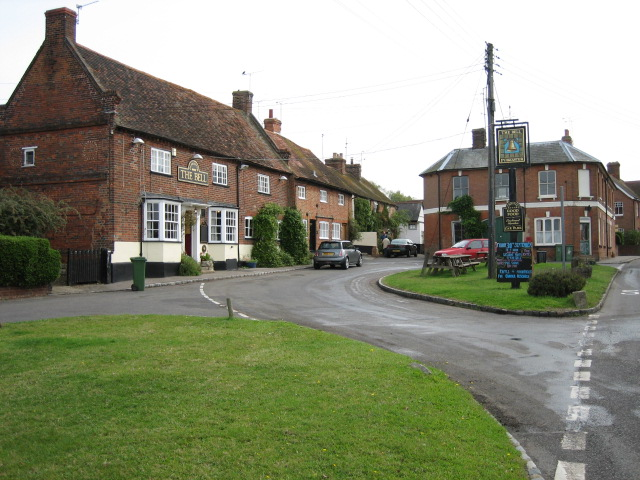
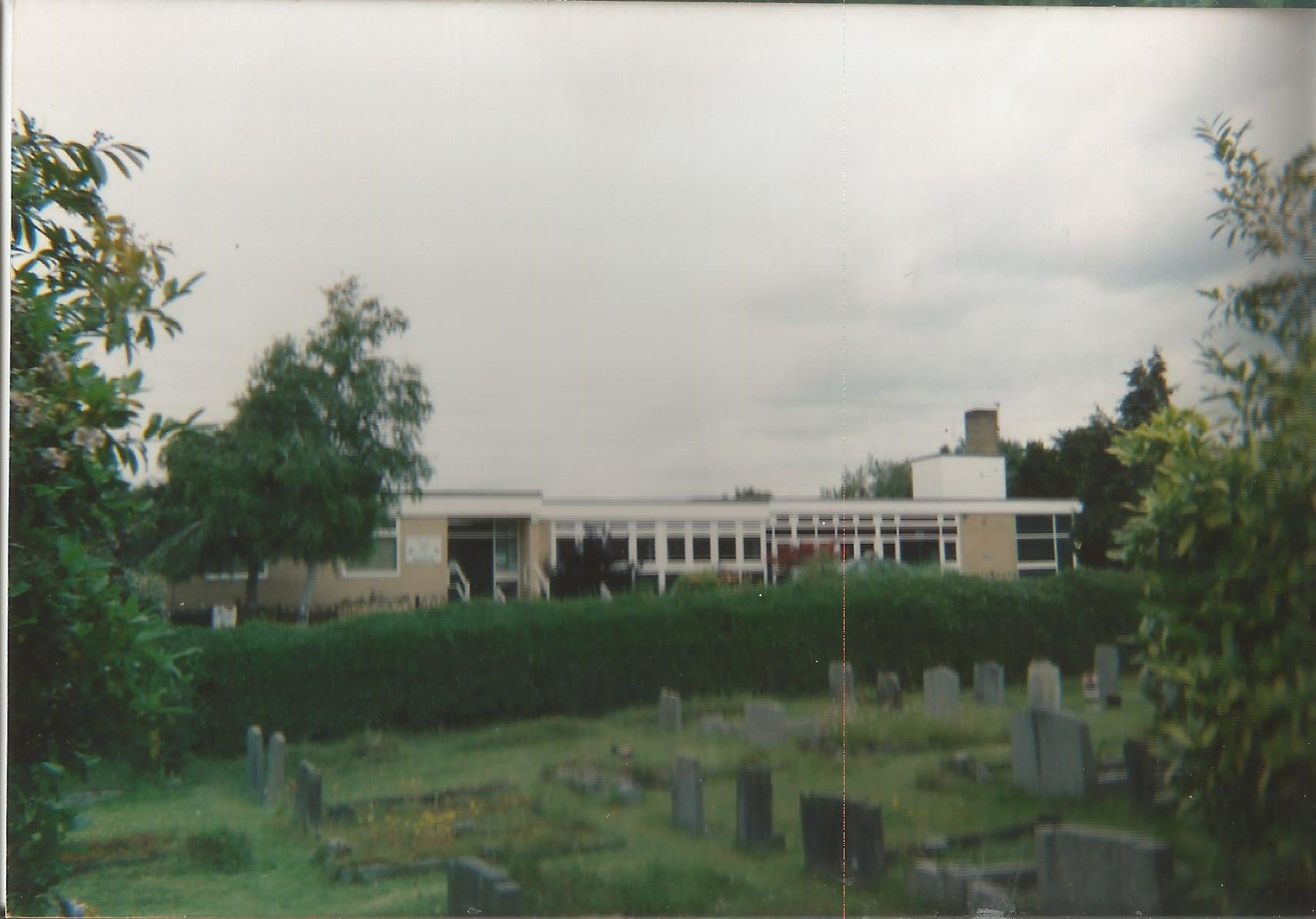
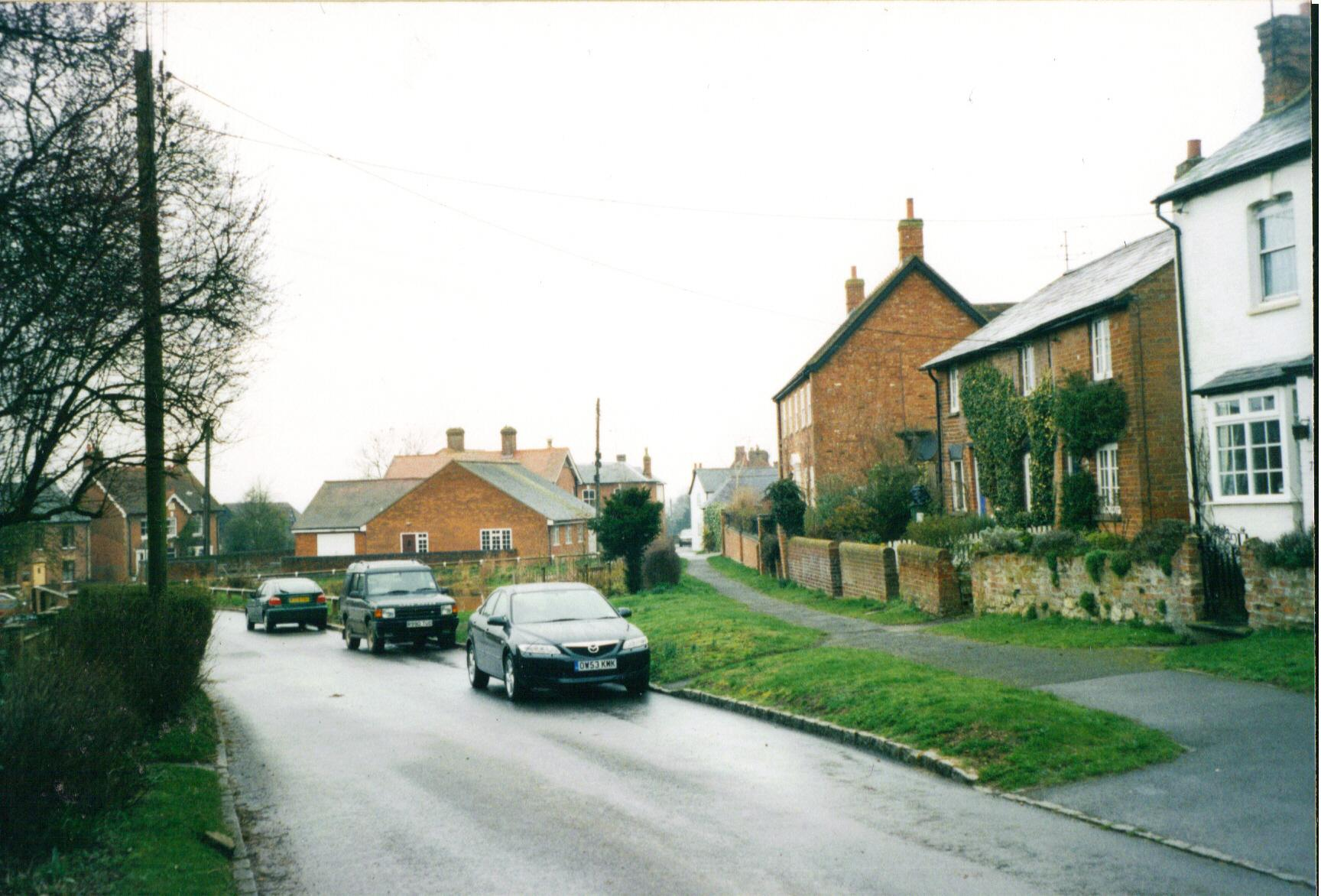
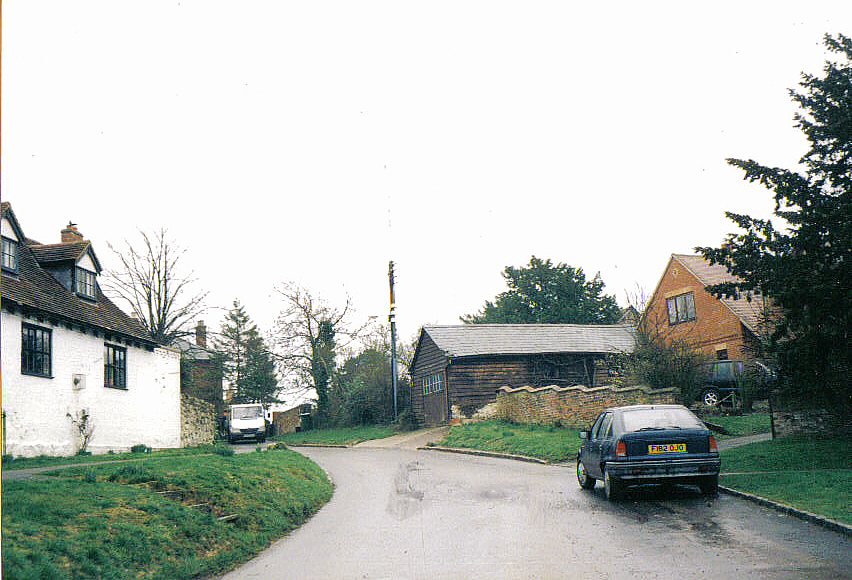
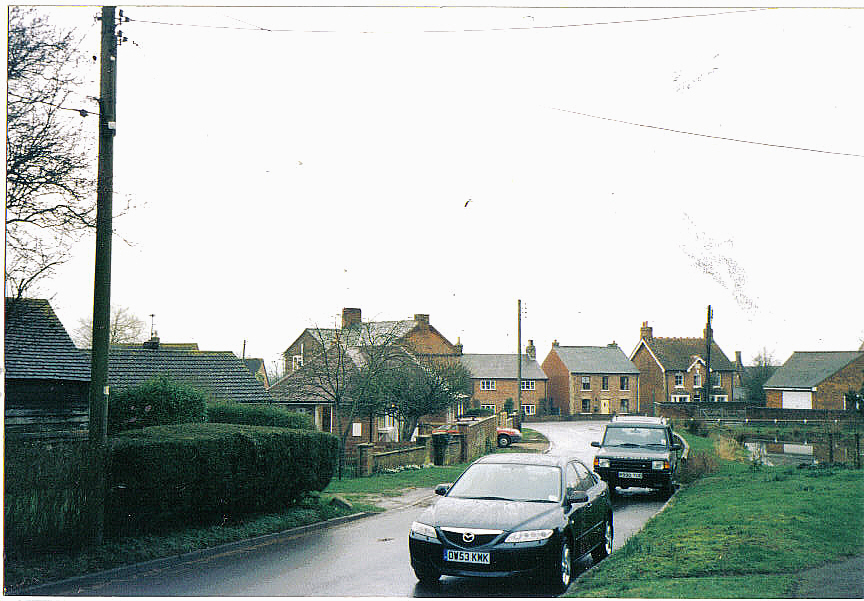